# جوليا نيبرغ
جوليا كريستينا (بالسويدية: Julia Nyberg)‏ نيبرغ (17 نوفمبر 1784 – 16 أبريل 1854) ، كانت شاعرة وكاتبة أغاني سويدية . نشرت مجموعتين من الشعر وحصلت عليها الأكاديمية السويدية . كتبت الغالبية العظمى من أعمالها تحت اسم مستعار Euphrosyne .
ولدت جوليا كريستينا نيبرغ في أبرشية سكولتونا في مقاطعة فستمانلاند بالسويد. توفي والداها، بيير سفيريستروم (1726-1789) و بياتا المغرين (1747-1799)، عندما كانت طفلة. نشأت في حضانة الصناعي والطحان ادلرفالد، وانتقلت عام 1809 إلى ستوكهولم، حيث تأثرت بأورورا-فوربوندت ( Aurora-förbundet )، وهي جمعية فنية بقيادة بير دانيال أماديوس أتربوم . في عام 1822، عادت إلى سكولتونا وتزوجت في العام نفسه من أندرس فيلهلم نيبرغ (1793 - 1851).
تشتهر نيبرغ بأغانيها التي كُتبت لعطلة ليلة الفالبورغ ، والتي يتم غناء العديد منها وأعادة تسجيلها إلى اليوم، بما في ذلك Vårvindar friska و Fruktmånglerskan med tapperhetsmedalj . بالنسبة لغالبية حياتها المهنية الأدبية، كانت تنتمي إلى دائرة الكتّاب التي تشكلت حول الشاعر الرومانسي بير دانيال أماديوس أتربوم ‏ ونشرت شعرها بانتظام في مجلة المجموعة: مفكرة الشعر. لم تنتج أبدًا شعرا ملحميا والذي ميز العديد من أعمال معاصريها، لكنها ركزت بدلاً من ذلك على كتابة قصائد أقصر مستوحاة من الطبيعة.

## قائمة المراجع
- Dikter af Euphrosyne (1822)
- Nyare Dikter af Euphrosyne (1828)
- Vublina (1828)
- Samlade Dikter af Euphrosyne (1832)
- Nya Dikter af Euphrosyne (1842)